# Оксанина
Окса́нина (укр. Оксанина, ранее также Оксанино) — село в Уманском районе Черкасской области Украины.
Население по переписи 2001 года составляло 1262 человека. Почтовый индекс — 20355. Телефонный код — 4744.

## Местный совет
20355, Черкасская обл., Уманский р-н, с. Оксанина, ул. Шевченко, 4

## История
В XIX веке село Оксанина было волостным центром Оксанинской волости Уманского уезда Киевской губернии. В селе была Крестовоздвиженская церковь.

## Известные уроженцы
- Залеска-Мазуровска, Ядвига (1879—1944) — польская пианистка.
- Черняховский, Иван Данилович (1907—1945) — советский военачальник, генерал армии. Дважды Герой Советского Союза.